# Güneysaz, Ovacık
Güneysaz là một xã thuộc huyện Ovacık, tỉnh Karabük, Thổ Nhĩ Kỳ. Dân số thời điểm năm 2010 là 23 người.